# Onny Parun
Onny Parun (Wellington, Nueva Zelanda, 15 de abril de 1947) es un exjugador de tenis neozelandés que se destacó a principios de los años 1970, recordado más que nada por alcanzar la final del Abierto de Australia en 1972, cayendo en la final ante John Newcombe.
En los demás torneos de Grand Slam alcanzó en todos los cuartos de final pero nunca pudo superar esa instancia.
Ocupó un puesto entre los 20 mejores del mundo durante 5 años y alcanzó a clasificar para el Masters de 1974 donde fue eliminado en la primera fase. Es quizás el mejor tenista que dio Nueva Zelanda luego de Anthony Wilding, que brilló en los primeros años del siglo XX.
En Copa Davis representó a su país entre 1967 y 1982 convirtiéndose en líder histórico de su país en años jugados (15), series jugadas (25), mayor cantidad de victorias en individuales (23-20) y mayor cantidad de victorias en total (30-32). Uno de sus partidos destacados fue en 1972 cuando perdió ante el juvenil sueco Björn Borg de solo 15 años, en lo que fue el primer batacazo del legendario tenista sueco. 
En 1975 venció a Stan Smith en el primer partido jugado de noche en un Grand Slam, en el US Open.
En la modalidad de dobles fue campeón del Roland Garros en 1974 junto al australiano Dick Crealy, dando la sorpresa al derrotar en la final a la pareja formada por Robert Lutz y Stan Smith, una de las parejas más recordadas de la historia.
Su hermano Tony Parun también fue jugador de tenis, así como su sobrino, Bernard Parun.

## Torneos de Grand Slam

### Finalista Individuales (1)
| Año  | Torneo               | Oponente en la final | Resultado       |
| 1973 | Abierto de Australia | John Newcombe        | 3-6 7-6 5-7 1-6 |

### Campeón Dobles (1)
| Año  | Torneo        | Pareja      | Oponentes en la final  | Resultado           |
| 1974 | Roland Garros | Dick Crealy | Robert Lutz Stan Smith | 6-3 6-2 3-6 5-7 6-1 |

## Títulos en la era Open (7)

### Individuales (5)
| Leyenda                |
| Grand Slam (0)         |
| Tennis Masters Cup (0) |
| ATP Tour (5)           |

| N.º | Fecha                   | Torneo                     | Superficie    | Oponente en la final | Resultado           |
| --- | ----------------------- | -------------------------- | ------------- | -------------------- | ------------------- |
| 1.  | 3 de noviembre de 1974  | Yakarta, Indonesia         | Dura          | Kim Warwick          | 6-3 6-3 6-4         |
| 2.  | 16 de noviembre de 1974 | Bombay, India              | Tierra batida | Tony Roche           | 6-3 6-3 7-6         |
| 3.  | 12 de enero de 1975     | Auckland, Nueva Zelanda    | Hierba        | Brian Fairlie        | 4-6 6-4 6-4 6-7 6-4 |
| 4.  | 31 de diciembre de 1975 | Auckland, Nueva Zelanda    | Dura          | Brian Fairlie        | 6-2 6-3 4-6 6-3     |
| 5.  | 6 de abril de 1975      | Johannesburgo-1, Sudáfrica | Dura          | Cliff Drysdale       | 7-6 6-3             |

### Finalista en individuales en la era Open (6)
- 1973: Abierto de Australia (pierde ante John Newcombe)
- 1973: Aptos (pierde ante Jeff Austin)
- 1974: Kitzbuhel (pierde ante Balazs Taroczy)
- 1974: Adelaida (pierde ante Björn Borg)
- 1975: Bournemouth (pierde ante Manuel Orantes)
- 1976: Washington (pierde ante Harold Solomon)